# メリッサ・ラウシュ
メリッサ・アイヴィー・ローチ（Melissa Ivy Rauch, 1980年6月23日 - ）は、アメリカ合衆国出身の女優である。
名字は日本では「ラウシュ」と読まれる事が多いが、実際の発音は「ローチ」に近い。
「スーパー！ドラマTV」のHPで「ビッグバン★セオリー　ギークなボクらの恋愛法則」のキャスト欄には「メリッサ・ローチ」と書かれている。

## 来歴
ニュージャージー州マルボロタウンシップで、ユダヤ人家庭に生まれる。
高校時代に演劇に興味を持ち、大学時代にマンハッタンでスタンドアップ・コメディを始める。ニューヨーク市のメリーマウント・マンハッタン大学で美術学士号を取得。
『ビッグバン★セオリー ギークなボクらの恋愛法則』のオーディションの話を貰った当時は無職で、オーディションの数日前には職業安定所に通っていた。「オーディションに受かる直前まで、私にとっては暗くて辛い時期だったわ」と語っている。
夫は、彼女が主演した一人舞台『The Miss Educations on Jenna Bush』に携わった脚本家のウィンストン・ローチ。2017年12月4日、第一子である女児が生まれた事を自身のインスタグラムで発表した。

## 出演作品

### テレビ
- ビッグバン★セオリー/ギークなボクらの恋愛法則（バーナデット・ロステンコウスキ）
- トゥルーブラッド（サマー）

### 映画
- ブロンズ! 私の銅メダル人生（2015） - ホープ

- 世界一不幸せなボクの初恋（2019） - ベサニー

- ザ・ランドロマット -パナマ文書流出-（2019） - メレニー